# Petilia Policastro
Petilia Policastro ist eine süditalienische Gemeinde (comune) mit 8568 Einwohnern (Stand 31. Dezember 2023) in der Provinz Crotone in Kalabrien. Die Gemeinde liegt etwa 29,5 Kilometer westnordwestlich von Crotone. Petilia Policastro grenzt an die Provinz Cosenza. Seit 2011 führt die Gemeinde den Titel Città (Stadt). Durch die Gemeinde fließt die Tacina. Ein Teil des Parco nazionale della Sila durchzieht das Gemeindegebiet.

Lage der Gemeinde Petilia Policastro in der Provinz Crotone

## Geschichte
Erste Siedlungen dürften ab dem dritten oder zweiten Jahrhundert in der Gegend bestanden haben. Erst unter den Byzantinern gewannen die Siedlungen an Bedeutung.

## Sehenswürdigkeiten
Die Grotten Carsiche und Basiliane di San Demetrio sind überregional bekannt.

## Verkehr
Die Gemeinde wird von der Strada Statale 109 della Piccola Sila durchquert. In diese mündet hier die Strada Statale 179 del Lago Ampollino.
Zwischen Crotone und Petilia Policastro bestand zwischen 1930 und 1972 eine nichtelektrifizierte Bahnstrecke. Es handelte sich um eine Schmalspurbahn (950 mm). Die geplante Verlängerung der Bahnstrecke von Cosenza nach San Giovanni in Fiore nach Petilia Policastro wurde nie realisiert.

## Persönlichkeiten
- Anterus (möglicherweise in Petilia (unbekanntes Datum) geboren, † Januar 236), Papst von November 235 bis Januar 236.